# Находка (залив)
Нахо́дка (с 1855/1856 года — англ. Hornet Bay, с 1859 по 1972 год — Америка) — залив на юге Приморского края, в восточной части залива Петра Великого Японского моря между мысом Средний и мысом Крылова.
В берега залива вдаются крупные бухты Находка и Врангеля, и более мелкие Новицкого и Козьмина, оборудованные причалами портов Находка и Восточный.
Современное название дано по названию бухты Находка и города Находки. По изобилию морской капусты залив назывался китайцами Туне-хай-цао — «бухта морской капусты» (Будищев, 1883). Туй-хан-швуа — китайское название бухты Находка (Орехов, 1872). 12 марта 1953 года из Владивостока была отправлена правительственная телеграмма с просьбой переименовать залив Америка в залив Сталиноморский.
В заливе имеются острова: Лисий и Створный, до строительства порта при входе в бухту Находка существовал остров Новицкого.

## Гидрография
Включает бухты Козьмина, Находка, Врангеля, Новицкого, Лашкевича, Мусатова. На берегу залива расположен город Находка.
Вдаётся в сушу на 13,5 км. В заливе находятся два порта — Восточный в бухтах Врангеля и Козьмина, и Находка в бухтах Находка и Новицкого. Базовый порт для судов НБАМР.
Приливы незначительны, максимум — 60 см. Глубина до 70 м.
Остров Лисий защищает от морских волн западную часть залива.

### Ковш в заливе Находка
У северного берега залива оборудован ковш, с запада и востока ограждённый двумя молами. Вход в ковш шириной 120 м обращён к юго-западу. Глубины на входе: 4—4,5 м, в западной части: 1,4—5,3 м, в восточной: 0,2—1,7 м.

## Обнаружение бухты англичанами и русскими
Залив на побережье Маньчжурии был обнаружен английским винтовым корветом «Хорнет» под командованием Чарльза Кодрингтона Форсайта в июле 1856 года. Форсайт описывал его как просторный залив, открытый для южных ветров. На его западной стороне есть удобная якорная стоянка, между материком и островком, названным остров Лисий (Fox Island). У подножия своеобразного конического холма в начале залива течёт река, названная Лайонс (Lyons River), в честь лорда Лайонса (Lord Lyons). Замечено много деревень и несколько стад крупного рогатого скота. Тогда же «Хорнет» обнаружил гавань Фримен (port Freeman).
По другим сведениям залив был впервые обнаружен английским кораблём «Барракуда»: 21 августа 1855 года он посетил залив во время обследования залива Петра Великого на пути из Татарского пролива в Японию. Ранее неизвестный залив был назван англичанами заливом Хорнет. По возвращении из плавания офицер «Барракуды» Тронсон в 1859 году издал книгу, в которой сообщал, что корабль направился к острову Терминейшн, чтобы обследовать небольшую часть неизведанного побережья: «Ранним утром 21 августа мы достигли залива Хорнет, который оказался слишком открыт ветрам, чтобы стать там на якорь. В закрытых от ветра бухточках и вдоль побережья лежат очень плодородные земли. В глубине бухты видны немногочисленные татарские дома. Обследовав эту часть берега, мы повернули назад».
Русские, открывая какую-нибудь гавань в заливе Петра Великого, не знали о том, что она уже была открыта французами или англичанами. 17 июня (29 июня) 1859 года залив обнаружен экипажем-корвета «Америка».

## Описание
В 1863 году команда британского судна была нанята для вырубки древесины в заливе Хорнет, гавань Noohookai. В бассейне реки Сучан недостатком была нехватка древесины, крупные дубы встречались только в окрестностях Находки (1868).
«Руководство для плавания у западного побережья Японского моря, между заливами Св. Владимира и Америка» 1866 года содержит следующее описание залива: «Обширный залив Америка (Хорнет-бэй) впадает в материк по меридиану на 7 миль; его извилистые и гористые берега, окраённые невысокими скалами, окружают его со всех сторон, исключая части северного берега, где на протяжении 3-х миль по параллели идет луговой берег долины реки Сучан. Этот берег оканчивается с восточной стороны высоким коническим пиком Клыкова, под подошвой которого Сучан вливается в залив очень узким, но глубоким устьем».
И. С. Боголюбский в очерке 1876 года писал: «Далее к берегам бухты Находки до крайнего угла ея обнажается гранит… От З. к В. до Сучана впадают в залив Америку речки: 1, 2 и 3 по их положению от Находки; они образуют долины, идущие от З. к В. или к СВ. При устье 3 речки есть озеро, образовавшееся от занесения бухты. Перешеек, отделяющий озеро от залива, болотист и топок, почему видно, что он недавно образовался из наноса с окружающих гор и от прибоя волн залива… По дороге к 3-й речке встретил сланцы, гранит и роговую обманку…».
В 1883 году залив Америка обследовал фрегат «Герцог Эдинбургский».
По воспоминаниям участника экспедиции в бухте Находка (1931), «северный берег залива Америка был совершенно пустынным».
В 1972 году после пограничного конфликта на острове Даманский советским правительством было принято решение о изменении китайских названий географических объектов Дальнего Востока на русскоязычные. Например, в заливе Америка бухта Читувай стала называться бухтой Мусатова, бухта Чадауджа получила имя Новицкого, а сам залив заодно стал носить имя Находка.
В результате многолетних дноуглубительных работ в заливе Находка было вынуто 16 млн кубометров морского грунта.
- Морская капуста на берегу бухты Врангеля в сентябре
- Вид на залив со стороны Врангеля
- Вид на залив с мыса Шведова в январе